# Agrès de sport
Pour les articles homonymes, voir Agrès.
Les agrès sont d'abord les structures associées à la mâture d'un navire telles que les vergues, les voiles et les cordages qui en permettent le réglage. Par extension, ce sont les équipements sportifs indispensables pour certaines disciplines (gymnastique, fitness). On les assimile trop souvent aux seuls portiques qui supportent les éléments nécessaires à l'évolution d'un athlète.
Voici la liste des agrès en sport :

## Gymnastique artistique masculine
- Sol
- Cheval d'arçons
- Anneaux
- Saut de cheval
- Barres parallèles
- Barre fixe

## Gymnastique artistique féminine
- Sol
- Barres asymétriques
- Poutre
- Saut de cheval

## Musculation/fitness
- Girevoy ou kettlebell
- Haltères

## Autres
- Plinth : agrès en forme de coffre de hauteur modulable recouvert de rembourrage sur le dessus servant pour la préparation et l'entraînement des débutants au cheval d'arçons ou pour d'autres exercices.
- Trampoline